# Colegio de los Sagrados Corazones de Santiago
Het Colegio de los Sagrados Corazones de Santiago (Nederlands: College van de Heilige Harten van Santiago) is een hoger-onderwijsinstelling in de Chileense hoofdstad Santiago. Het is de oudste particulier onderwijsinstelling van de stad en de op een na oudste van het land.
De school werd in 1849 opgericht door de Congregatie van de Heilige Harten van Jezus en Maria, een Rooms-katholieke congregatie. De school valt tegenwoordig onder het aartsbisdom Santiago de Chile. Samen met het Colegio San Ignacio (College van de H. Ignatius) en het Liceo Alemán (Duits Lyceum) geldt het Colegio de los Sagrados Corazones als een van de meest prestigieuze particuliere onderwijsinstellingen van het land.
De school is tevens een internaat en een gemengde onderwijsinstelling.
Onder de bekende alumni treft men politici (waaronder presidenten), journalisten, wetenschappers en sporters aan.